# Raciborów (Kiełpino)
Raciborów – przysiółek wsi Kiełpino w Polsce, położony w województwie zachodniopomorskim, w powiecie gryfickim, w gminie Brojce. 
W latach 1975–1998 przysiółek administracyjnie należał do województwa szczecińskiego.
Według danych gminy z 5 czerwca 2009 przysiółek miał 28 mieszkańców.